# Garota negra
La garota negra, eriçó negre o eriçó jueu (Arbacia lixula) és una espècie d'equinoderm equinoïdeu pròpia d'Europa i comuna al litoral dels Països Catalans. És comestible i molt apreciada en gastronomia.

## Descripció

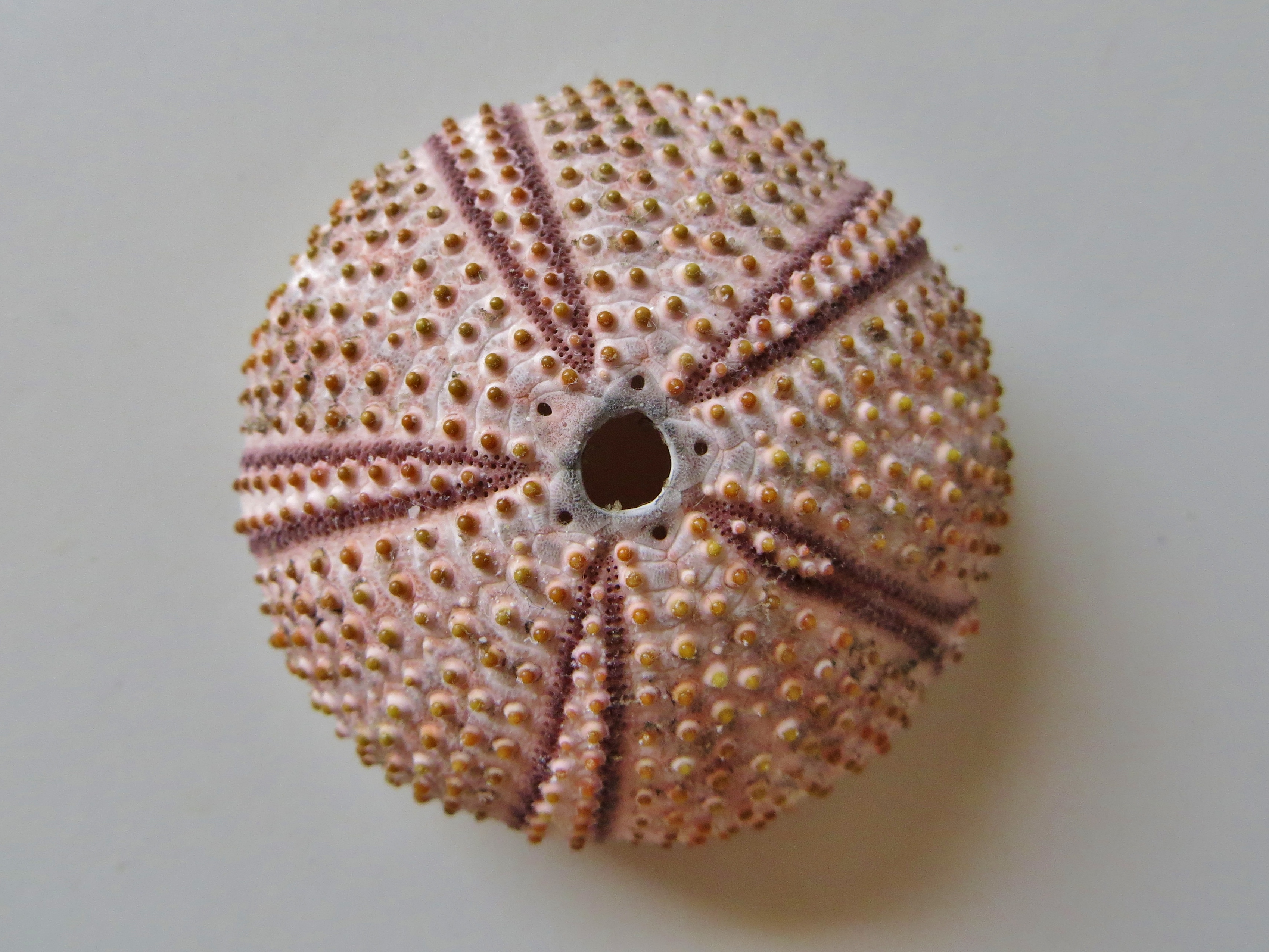
Esquelet dA. lixula

És una garota de mida mitjana, caracteritzada pel seu color negre fosc i la seva forma hemisfèrica. No té espines secundàries i sempre es troben erectes.

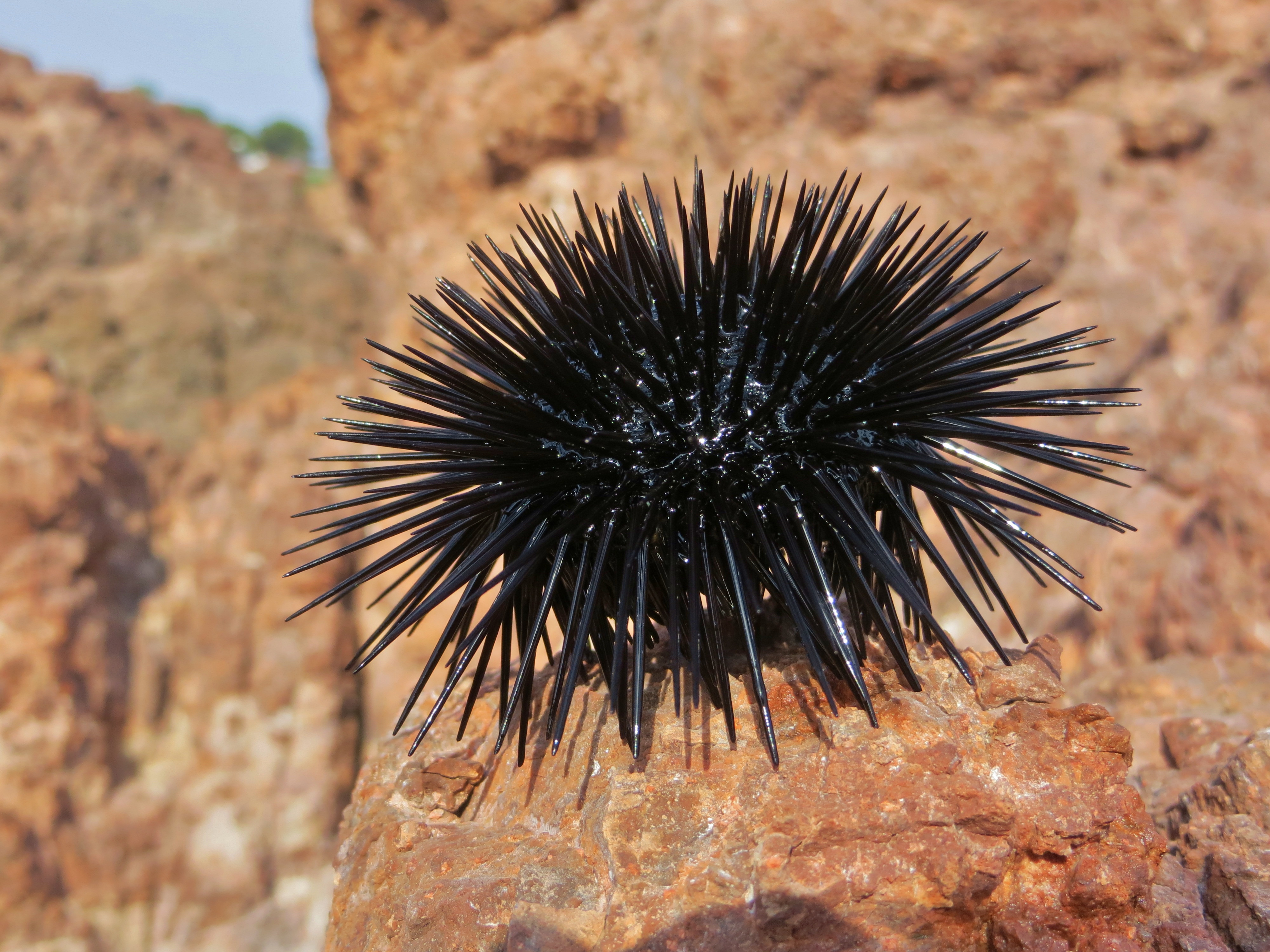
Perfil
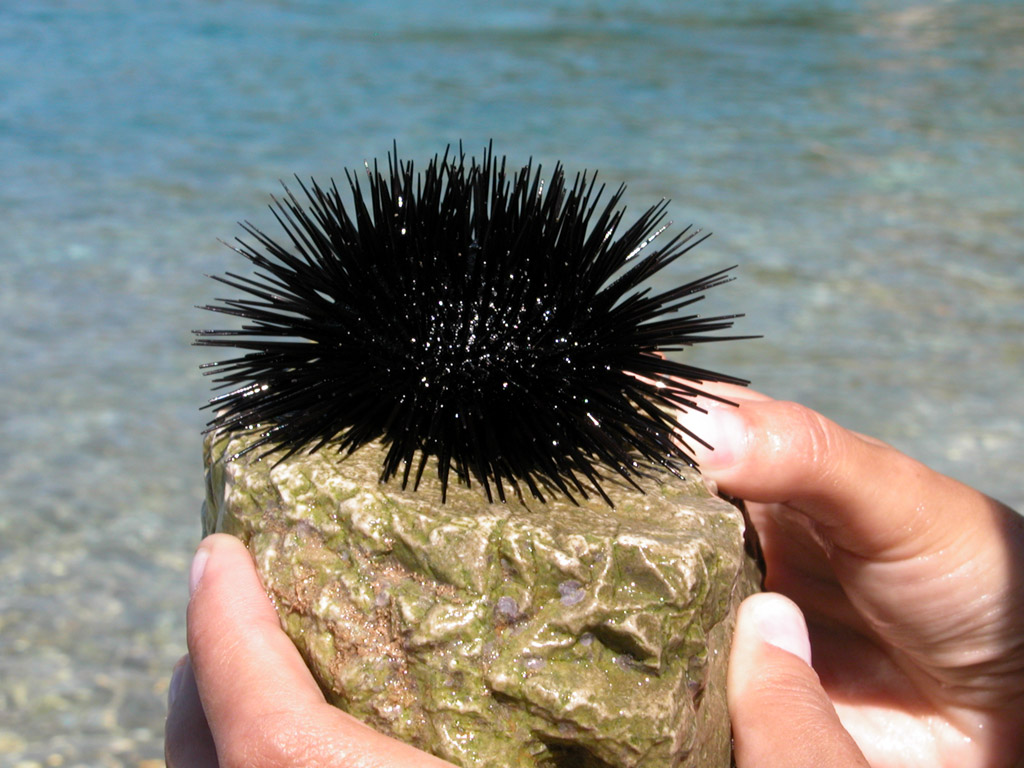
Sobre una roca
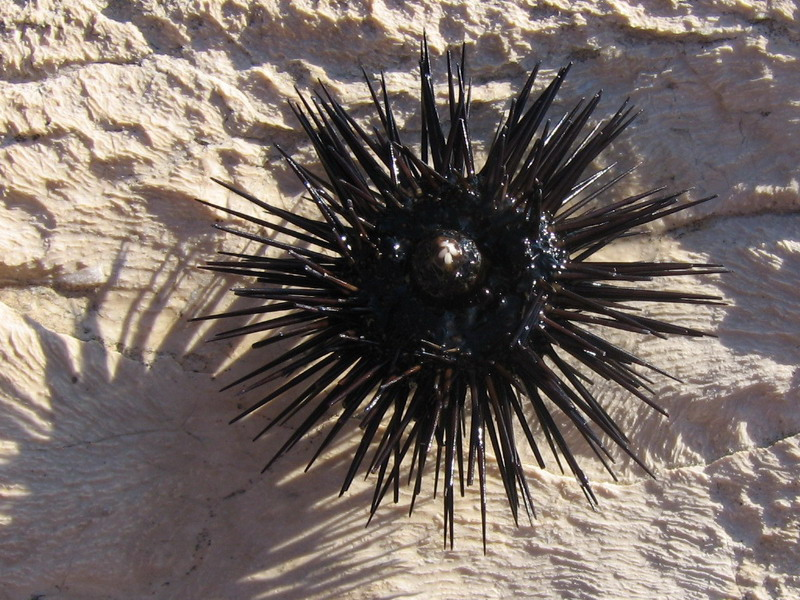
Cara oral
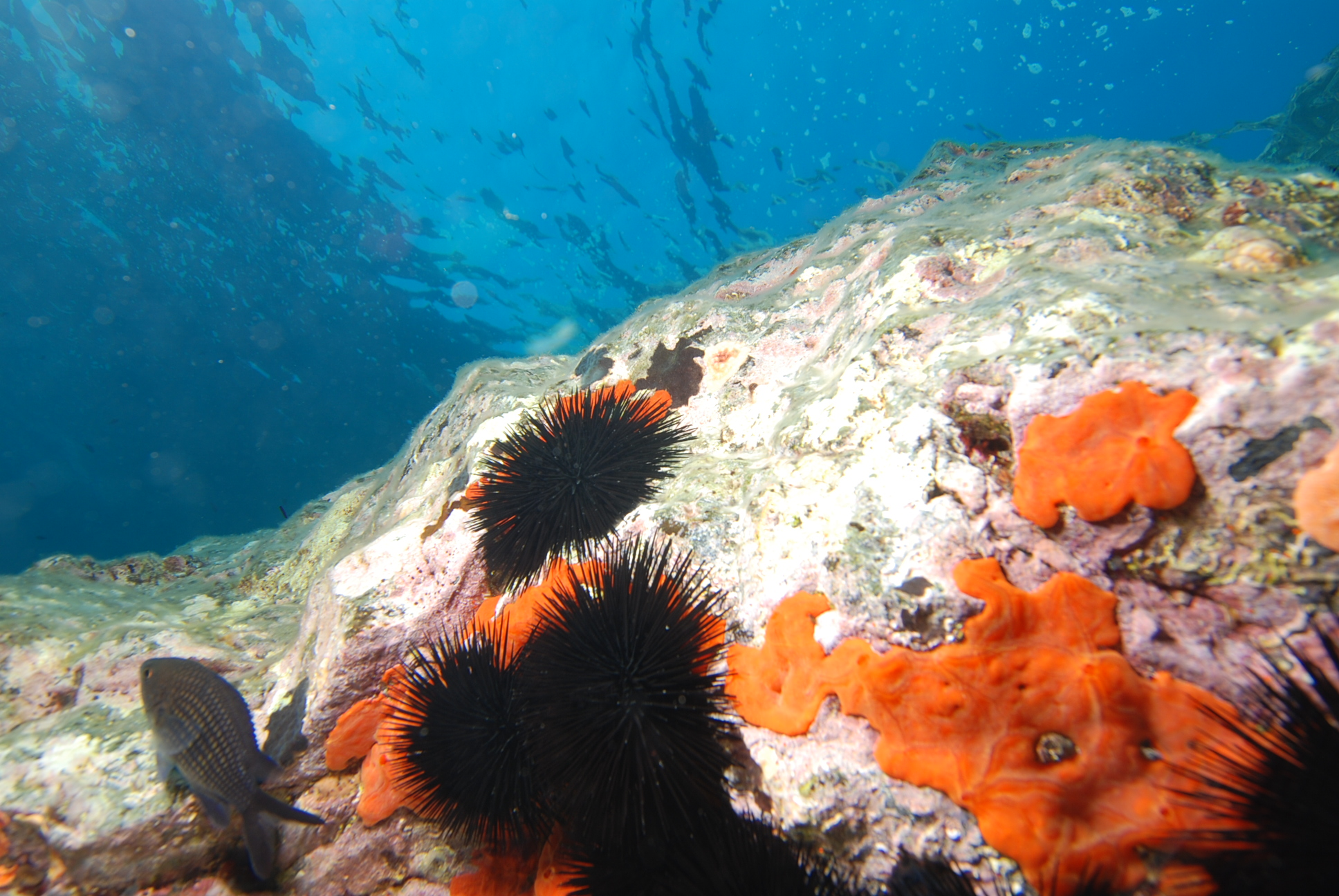
In situ

## Hàbitat
Es troba a la costa del Mediterrani i a les Illes Macaronèsiques (Açores, Madeira, Illes Canàries) i, de forma menys comuna, a la costa de l'Atlàntic.
Típicament es troba en aigües somes, a fondàries des de 0 a 30 m, en litorals rocoses.

## Biologia
Aquesta garota s'alimenta d'algues crustàcies, algues roges i algues filamentoses.